# Leptonema agraphum
Leptonema agraphum là một loài Trichoptera trong họ Hydropsychidae. Chúng phân bố ở vùng Tân nhiệt đới.